# 洛尔布里
洛尔布里（法語：L'Orbrie，法語發音：[lɔʁbʁi]）是法国卢瓦尔河地区大区旺代省的一个市镇，位于该省东南部，属于丰特奈勒孔特区。

## 地理
洛尔布里（46°29'20"N, 0°47'7"W）面积9.63 平方千米，位于法国卢瓦尔河地区大区旺代省，该省份为法国西部沿海省份，北起大西洋卢瓦尔省和曼恩-卢瓦尔省，西临大西洋，南至滨海夏朗德省，东部及东南部与德塞夫勒省接壤。
与洛尔布里接壤的市镇（或旧市镇、城区）包括：丰特奈勒孔特、梅尔旺、皮索特、圣米歇尔勒克卢克。

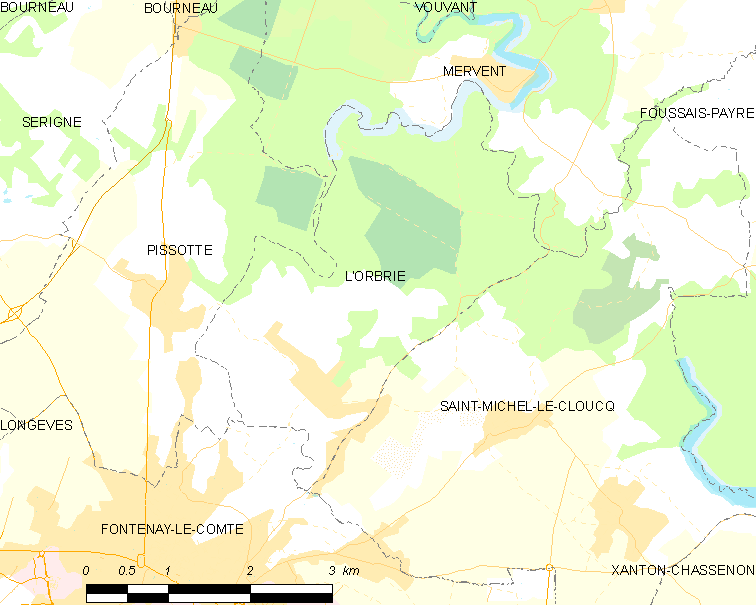
洛尔布里的OSM定位图

洛尔布里的时区为UTC+01:00、UTC+02:00（夏令时）。

## 行政
洛尔布里的邮政编码为85200，INSEE市镇编码为85167。

## 政治
洛尔布里所属的省级选区为丰特奈勒孔特县。

## 人口

1962-2008年间洛尔布里人口变化图示

洛尔布里于2022年1月1日时的人口数量为801人。